# Galerie Wittenbrink
Die Galerie Wittenbrink ist eine Kunstgalerie in München. Sie zeigt nationale und internationale zeitgenössische Kunst. Ihre Räume befinden sich im Kunstareal München in der Türkenstrasse 16.

## Geschichte
Nach seiner Ausbildung in einem Kunstverlag machte sich Bernhard Wittenbrink 1971 als Kunsthändler selbstständig. 1978 eröffnete er gemeinsam mit seiner Frau Hanna Wittenbrink eine Galerie in Regensburg. 1984 zogen sie nach München und eröffneten ihre Galerie in der Ohmstraße, später in der Jahnstraße im Gärtnerplatzviertel. 2011 erfolgte der Umzug in das Kunstareal München.
In der Galerie wird vor allem Malerei und Skulptur, aber auch konzeptuelle Kunst, Fotografie und Videokunst gezeigt. Zu den Künstlern, die von der Galerie vertreten werden oder wurden gehören Tony Bevan, Vladimir Skoda, Antony Gormley, Stefan Demary und Rolf-Gunter Dienst. Eine Sonderstellung nimmt die Präsentation zeitgenössischen Autorenschmucks ein, da diese Kunstform vornehmlich in darauf spezialisierten Galerien gezeigt wird. Die Galerie Wittenbrink stellt jedoch auch Arbeiten zum Teil international bedeutender Schmuckkünstler wie Otto Künzli, Warwick Freemann und Hermann Jünger aus.
Die Galerie beteiligte sich an internationalen Kunstmessen wie der Art Basel, der Art Cologne in Köln, der FIAC in Paris, der Arco in Madrid sowie an der PULSE in New York und in Miami. Später wurden die Zwänge von Kunstmessen hinterfragt und die Teilnahme daran minimiert. Als Gegenkonzept war stattdessen die Eröffnung einer zweiten kleineren Galerie innerhalb der Einkaufspassage Fünf Höfe nahe der HypoKunsthalle zu verstehen. In dieser Galerie WittenbrinkFünfHöfe wurden innerhalb der städtischen Einkaufskultur schnell wechselnde Ausstellungen mit Kunstwerken verschiedener Genres gezeigt. In der Hauptgalerie hingegen blieben die für Galerien üblichen mehrmonatigen Einzelpräsentationen erhalten. Im Frühjahr 2024 beendete die Galerie nach 21 Jahren ihre Arbeit in den Fünf Höfen. Seitdem wird in den Ausstellungsräumen und dem Schaulager in der Türkenstraße ein neues Konzept entwickelt.
Die Galerie verlegt zu fast allen ihren Künstlern und Künstlerinnen Ausstellungskataloge oder Bücher. Von 1992 bis 1995 gab Bernhard Wittenbrink die Zeitschrift Kritik, zeitgenössische Kunst München heraus. Gemeinsam mit dem Münchner Galeristen Rupert Walser verlegte er außerdem das Buch „Ohne Auftrag“ zur Geschichte des Kunsthandels und der Galerien in München. In München gründete Bernhard Wittenbrink mit Kollegen die Initiative Münchner Galerien. Er war Mitinitiator der Ausstellung Europa 94 und einer der Gründer der Messe Art Forum Berlin. Er ist Gründungsmitglied des Zentralarchivs des internationalen Kunsthandels (Zadik). Von 2004 bis 2008 war er Vorsitzender des Bundesverbandes Deutscher Galerien (BVDG). Er war Jurymitglied der Stiftung Kunstfonds und ehrenamtlicher Auktionator für die Akademie der Bildenden Künste München.